# Charles Manley Smith

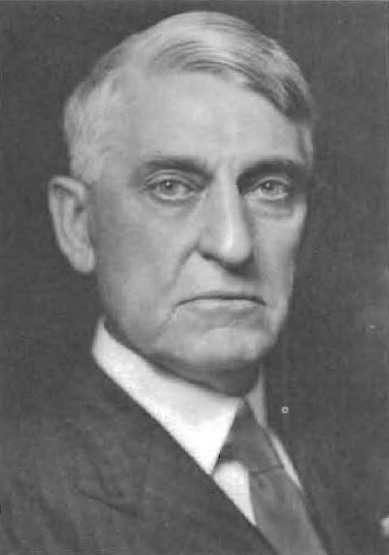
Charles Manley Smith

Charles Manley Smith, född 3 augusti 1868 i Rutland County, Vermont, död 12 augusti 1937 i Rutland, Vermont, var en amerikansk republikansk politiker. Han var guvernör i delstaten Vermont 10 januari 1935–7 januari 1937.
Smith studerade vid Dartmouth College och arbetade sedan som privatsekreterare åt Redfield Proctor. Smith var sedan verksam inom jordbrukssektorn samt bank- och försäkringsbranschen.
Smith var viceguvernör i Vermont 1933–1935. Han efterträdde 1935 Stanley C. Wilson som guvernör. Han efterträddes 1937 av George Aiken. Smith avled sju månader senare och gravsattes på Evergreen Cemetery i Rutland.